# Iori
Lo Iori o, anticamente, Cambise (in georgiano იორი?, in azero Qabırlı) è un fiume del Caucaso del Sud.

## Percorso
Nasce dalla catena montuosa del Caucaso Maggiore, nella Georgia orientale, e prosegue il suo corso in territorio azero, dove è noto anche come Gabirry, per formare poi il bacino di riserva idrico artificiale di Mingachevir. Prosegue per ancora 100 km, per immettersi nel fiume Kura dopo 320 km.